# Svenska artisters och musikers intresseorganisation
Svenska artisters och musikers intresseorganisation (SAMI) är en svensk upphovsrättsorganisation som grundades 1963 och är en ekonomisk förening utan vinstintresse. Den tillvaratar artisters och musikers upphovsrättsliga intressen vid offentlig användning av inspelad musik och fördelar ersättningen.

## Verksamhet
SAMI:s anslutna representeras av artister och musiker i Sverige som har medverkat vid en inspelning. SAMI är den organisation som samlar in och fördelar ersättning för utövarnas (musiker och artister) räkning när inspelad musik spelas offentligt, exempelvis i butiker, på hotell, gym, restauranger eller i andra verksamheter där musik används. Alla artister och musiker som medverkat på en inspelning har rätt till ersättning om inspelningen används offentligt. När någon ansluter sig får SAMI i uppdrag att bevaka, tillvarata och administrera deras rätt till ersättning när inspelningarna används offentligt.

## Anslutning
Det är öppet för alla som medverkat på en utgiven inspelning att ansluta sig till SAMI, och det är gratis att ansluta sig.
SAMI skiljer på ansluten och medlem. Skillnaden är att man som medlem har rösträtt på SAMI:s årliga föreningsstämma. Det har man inte som enbart ansluten. Som ansluten ger man SAMI rätten att samla in och fördela ersättning för ens räkning. 
Ett sätt att bli medlem är att ansöka om medlemskap direkt till SAMI, vilket man kan göra om man är yrkesverksam och har fått ersättning vid två utbetalningstillfällen. Beslutet om medlemskap tas av styrelsen på nästkommande styrelsemöte.

## Inspelningslistor
SAMI har omfattande register över vilka musiker och artister som medverkat på olika inspelningar, både svenska och utländska. För att veta vem som medverkat på vilken inspelning och vilken funktion (sångare, gitarrist, kapellmästare etc) man har haft på just den inspelningen, behöver SAMI så kallade inspelningslistor. Dessa får SAMI in fortlöpande, främst från producenter och skivbolag, men det kan också vara från enskilda personer. Tack vare inspelningslistorna vet man vem som medverkat på vilka inspelningar, och kan beräkna ersättningen. Om SAMI inte har fått in inspelningslistor saknas det tillräcklig grund för att kunna betala ut ersättning.

## Insamling
SAMI samlar in pengar när inspelad musik sprids via till exempel radio/TV eller offentligt framförande i butiker, restauranger eller gym med flera. Den som spelar upp inspelad musik offentligt i sin verksamhet behöver betala för detta till SAMI, enligt 47§ upphovsrättslagen. Artisterna kan inte motsätta sig att musiken används, vilket är en inskränkning i upphovsrätten, men den som använder musiken har samtidigt en skyldighet att betala för användandet, vilket kallas tvångslicens. Det gäller oavsett vilken musikkälla man använder: Streaming, CD, Internet, radio eller TV, osv. Kostnaden för att framföra musik är beroende av vilken bransch musiken används i och regleras enklast genom en musikavtal med SAMI. Priserna är framtagna i förhandlingar mellan SAMI och respektive branschorganisation, och parametrar som storlek på lokal, öppethållande, antal besökare, hur viktig musiken är osv, används för att få fram ett rättvisande pris. En stor del av de pengar som betalas ut till SAMI:s anslutna kommer alltså från restauranger, butiker, hotell, diskotek, arbetsplatser, frisörer, tåg, bussar, uthyrningsbilar, gym, träningsställen, kropps- och skönhetsvårdssalonger, köpcentrum med mera, där musik används.
SAMI samlar också in ersättningar från ett flertal andra länder. Den som medverkat på en skiva som spelas i ett annat land har rätt till ersättning från det landet. På samma sätt samlar SAMI in ersättning åt utländska artister/musiker för den musik som spelas i Sverige.

## Musikrapportering
SAMI får rapporter om vilken musik som spelats och hur mycket, från bland annat Sveriges Radio, SVT, lokalradiostationer, streamingtjänster och diskotek. Rapporteringen fungerar som riktmärke för vad som spelas offentligt även i andra sammanhang. Musikrapporterna matchas sedan mot inspelningslistorna, och ersättningar beräknas enligt ett särskilt poängsystem. Pengarna fördelas till artister och musiker som är anslutna till SAMI, och till motsvarande sällskap i de länder som undertecknat Romkonventionen och som har utväxlingsavtal med SAMI.

## Utväxlingsavtal
Även om upphovsrätten är nationell, sprids ofta ett verk – särskilt musik – från ett land till ett annat. En svensk låt spelas till exempel i Tyskland, och en tysk låt spelas i Sverige. Den s.k. Romkonventionen är grunden för att SAMI ska kunna samla in ersättning för svenska låtar som spelas i andra länder och för utländska skivor som spelas i Sverige och vice versa, man utväxlar helt enkelt ersättningar mellan länderna. För att göra detta praktiskt möjligt, har SAMI tecknat så kallade bilaterala avtal med förvaltningsorganisationer i andra länder. SAMI har 66 avtal med 53 länder världen över. 

## Poängsystem
För att SAMI ska kunna fördela pengarna så har man utarbetat ett så kallat poängsystem. Antalet poäng är beroende av vilken roll man som musiker/artist har haft på inspelningen. I dagsläget ser SAMI:s fördelningsregler ut så här:

### Poäng/minut
- Soloartist = 1-7 poäng*
- Gruppmedlem = 1-7* poäng*
- Orkestermedlem = 1 poäng*
- Körmedlem = 1 poäng*
- Musiker/vokalist = 1-2 poäng*
- Orkesterdirigent = 3 eller 5 poäng**
- Kördirigent = 3 eller 5 poäng**
- Ljudande producent = 2-3 poäng*
- Konstnärlig producent = 0,66-1 poäng*

### Poängvariationer
- 1 person = 7 poäng
- 2 personer = 6 poäng/person
- 3 personer = 4 poäng/person
- 4 personer = 3 poäng/person
- 5-8 personer = 2 poäng/person
- 9-50 personer = 1 poäng/person

Orkester- eller kördirigent
- 1-15 orkester-/körmedlemmar: 3 poäng
- >15 orkester-/körmedlemmar: 5 poäng

Ljudande producent
- 1 medverkande: 3 poäng
- 2-3 medverkande: 2 poäng/person

Konstnärlig producent
- 1-2 medverkande: 1 poäng
- 3 medverkande: 0,66 poäng/person

*) Variationen i antal poäng beror på hur många individer på inspelningen som har samma rollkod. Om det finns fler med samma roll minskas poängen per individ proportionerligt. för samtliga medverkande.
**) Variationen i antal poäng beror på hur många orkester- respektive körmedlemmar som dirigenten dirigerar. Om det finns fler med samma roll minskas poängen per individ proportionerligt. för samtliga medverkande

### Poängvärdet
Poängvärdet visar hur mycket varje poäng är värt i pengar. 
Värdet varierar mellan olika år och påverkas av:
- Hur mycket pengar SAMI har samlat in
- Hur mycket musik som har spelats i en viss kanal och
- Hur många musiker som medverkat på de spelade skivorna

### Ersättningsberäkning
Ersättningen beräknas enligt följande:
Spelad tid x Antal poäng x Poängvärde

## Utbetalning
Ersättningar till musiker och artister betalas ut vid fyra tillfällen under året. Om någon medverkande på låten inte finns registrerad hos SAMI reserveras pengar även för deras räkning. Ersättningen går också i arv. Tidigare har en inspelning varit skyddad i 50 år, normalt räknat från året då inspelningen gjordes. Den 12 september 2011 röstades dock direktivet om förlängning av skyddstiden igenom av EU:s ministerråd. Skyddstiden för fonogramframställare och utövande konstnärer – i praktiken producenter/skivbolag och medverkande artister och musiker – förlängs därför från 50 till 70 år. Avlider artisten eller musikern före skyddstidens utgång är det istället den eller de som ärver artisten som har rätt att få ersättningen.

## Kort om SAMI
SAMI bildades 1963, på initiativ av artisters och musikers fackliga organisationer, och har till uppgift att tillvarata och främja utövande artisters och musikers rättigheter och ekonomiska intressen inom ramen för svensk och internationell upphovsrättslagstiftning. Den del av upphovsrättslagen som utgör grunden för SAMI:s verksamhet finns i URL 45-47§§. I verksamheten ingår även att på olika sätt medverka till att främja ett svenskt kulturliv och stödja musikers och artisters utveckling. SAMI har över 50 000 anslutna artister och musiker som får ersättning när deras musik spelas offentligt. Under år 2020 betalade SAMI ut över 162 miljoner kronor. VD för SAMI är Stefan Lagrell.

## Källhänvisningar
1. ↑   SAMI i Nationalencyklopedins nätupplaga. Läst 14 mars 2015.